# Crithagra
Crithagra Swainson, 1827 è un genere di uccelli passeriformi della famiglia Fringillidae.

## Etimologia
Il nome del genere, Crithagra, è formato dall'unione delle parole greche κριθη (krithē, "orzo") e αγρα (agra, "cacciare"), col significato di "cacciatore d'orzo", in riferimento alla loro alimentazione.

## Descrizione
Si tratta di uccelli di piccole dimensioni, che vanno dai 10–11 cm delle specie più piccole ai 16–20 cm del canarino beccogrosso e del frosone di São Tomé, che rappresentano i "giganti" in seno al genere: l'aspetto complessivo è quello tipico dei fringillidi, con testa arrotondata, becco conico, ali appuntite e coda squadrata. Il piumaggio presenta i colori più vari, dal giallino al grigiastro, passando per il verde oliva ed il bruno-rossiccio, generalmente più chiaro ventralmente e più scuro dorsalmente e con presenza di screziature ed aree nerastre su faccia (sopracciglia e mustacchi), ali e coda: il dimorfismo sessuale è quasi sempre appena accennato, coi maschi che presentano colorazione più vivida.

## Biologia
Tutte le specie ascritte al genere sono uccellini miti e vivaci, gregari e diurni, ottimi cantori, dalla dieta spiccatamente granivora ma che (specialmente durante il periodo riproduttivo, quando il fabbisogno energetico aumenta) possono nutrirsi anche di insetti. Rigorosamente monogami, la costruzione del nido e la cova sono appannaggio esclusivo della femmina, ma il maschio si occupa di fornirle il cibo e di collaborare con lei nell'allevamento della prole.

## Distribuzione e habitat
Il genere ha distribuzione afrotropicale, con tutte le specie diffuse nell'Africa subsahariana ad eccezione di un paio diffuse nella penisola araba: generalmente l'areale delle singole specie è legato a un singolo ambiente ed è spesso molto circoscritto, tuttavia non mancano specie dall'areale di distribuzione anche piuttosto vasto (come il canarino del Mozambico). Tutte le specie di Crithagra prediligono le aree erbose e prative, con presenza sparsa di alberi e cespugli dove riposarsi o nidificare.

## Tassonomia
A lungo considerato un sottogenere di Serinus o Carduelis, con le analisi del DNA mitocondriale è stato appurato che Crithagra è piuttosto distante e basale rispetto ad essi, risultando invece affine al fringuello oriolo, col quale forma attualmente un clade in seguito al suo scorporo.

Al genere vengono ascritte 37 specie:
- Crithagra rufobrunnea (Gray, 1862) - canarino di Príncipe
- Crithagra concolor (Bocage, 1888) - frosone di São Tomé

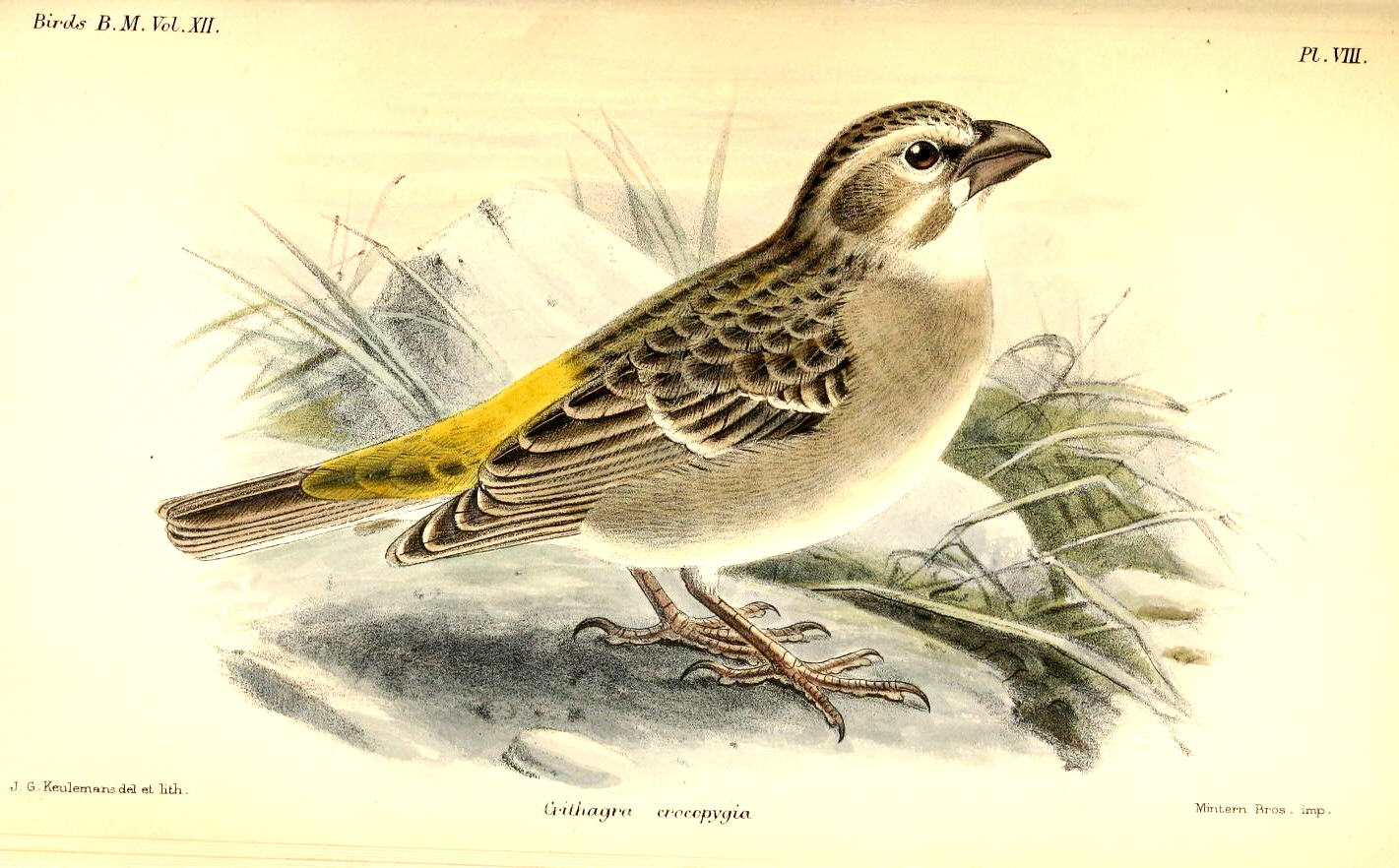
C. albogularis.

Illustrazione di C. flaviventris.

- Crithagra citrinelloides (Rüppell, 1840) - venturone africano
- Crithagra frontalis (Reichenow, 1904) - venturone occidentale
- Crithagra hyposticta (Reichenow, 1904) - venturone meridionale
- Crithagra capistrata Finsch, 1870 - canarino faccianera
- Crithagra koliensis (Grant & Mackworth-Praed, 1952) - canarino dei papiri
- Crithagra scotops Sundevall, 1850 - canarino di foresta
- Crithagra leucopygia Sundevall, 1850 - cantore d'Africa
- Crithagra atrogularis (Smith, 1836) - canarino golanera
- Crithagra xanthopygia (Rüppell, 1840) - beccasemi groppagialla
- Crithagra reichenowi (Salvadori, 1888) - canarino di Reichenow
- Crithagra rothschildi (Ogilvie-Grant, 1902) - verzellino dell'Arabia
- Crithagra flavigula (Salvadori, 1888) - beccasemi golagialla
- Crithagra xantholaema (Salvadori, 1896) - canarino di Salvadori
- Crithagra citrinipectus (Clancey & Lawson, 1960) - canarino pettogiallo
- Crithagra mozambica (Statius Müller, 1776) - canarino del Mozambico
- Crithagra dorsostriata Reichenow, 1887 - canarino panciabianca
- Crithagra ankoberensis (Ash, 1979) - verzellino di Ankober
- Crithagra menachensis (Ogilvie-Grant, 1913) - verzellino dello Yemen
- Crithagra totta (Sparrman, 1786) - venturone bruno
- Crithagra symonsi (Roberts, 1916) - lucarino dei Drakensberg
- Crithagra donaldsoni (Sharpe, 1895) - canarino beccogrosso settentrionale
- Crithagra buchanani (Hartert, 1919) - canarino beccogrosso meridionale
- Crithagra flaviventris (Gmelin, 1789) - canarino di Sant'Elena
- Crithagra sulphurata (Linnaeus, 1766) - canarino solferino
- Crithagra reichardi (Reichenow, 1882) - beccasemi di Reichard
- Crithagra gularis (Smith, 1836) - canarino testastriata
- Crithagra canicapilla (Du Bus de Gisignies, 1855) - beccasemi dell'Africa Occidentale
- Crithagra mennelli (Chubb, 1908) - canarino guancenere
- Crithagra tristriata (Rüppell, 1840) - canarino di Rüppell
- Crithagra albogularis Smith, 1833 - canarino golabianca
- Crithagra burtoni (Gray, 1862) - canarino beccogrosso
- Crithagra striolata (Rüppell, 1840) - beccasemi striato
- Crithagra whytii (Shelley, 1897) - beccasemi cigliagialle
- Crithagra melanochroa (Reichenow, 1900) - beccasemi della Tanzania
- Crithagra leucoptera Sharpe, 1871 - canarino della protea

Illustrazione di C. mozambica risalente al XVIII secolo.
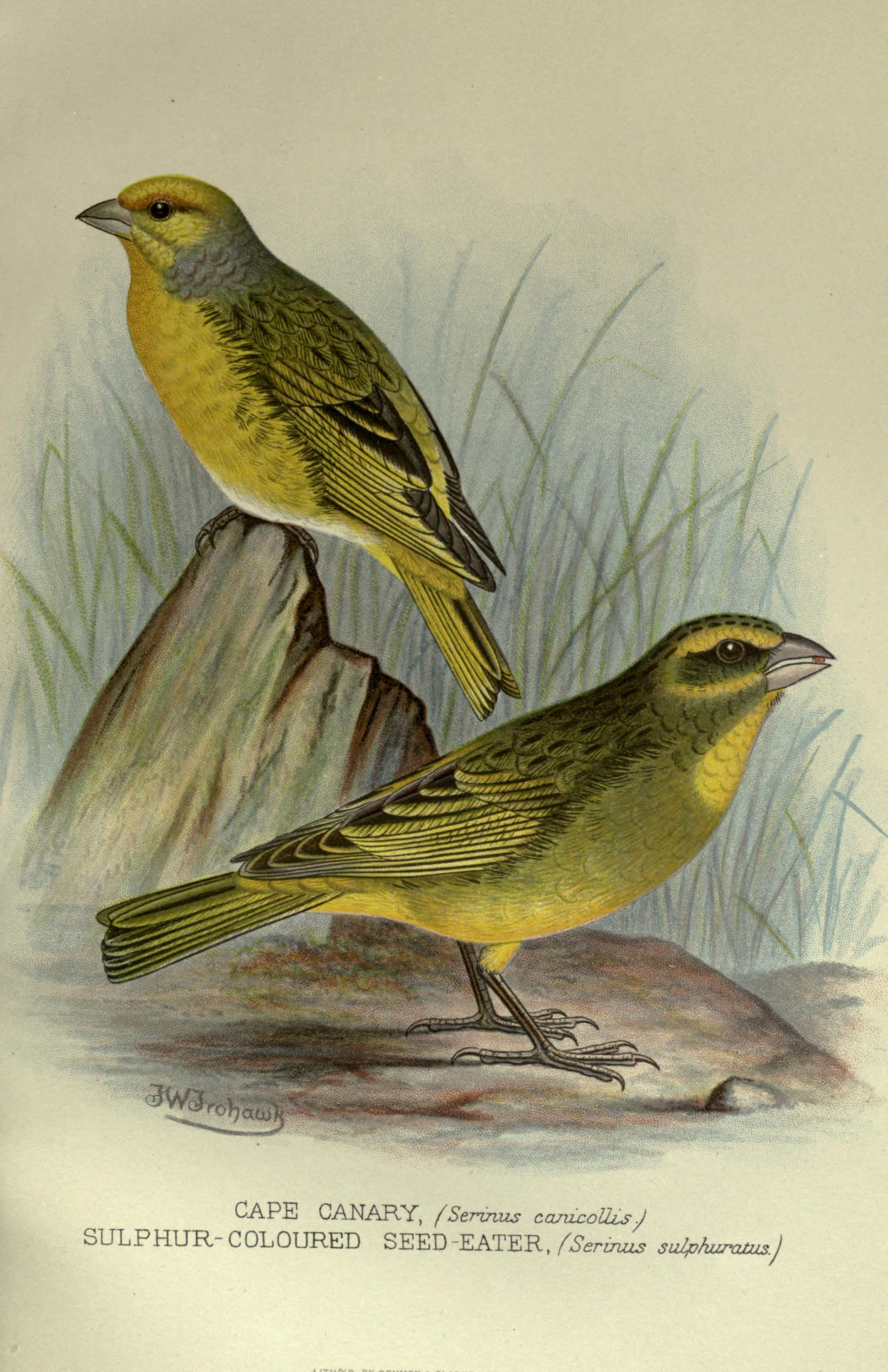
In basso C. sulphurata In alto Serinus canicollis.
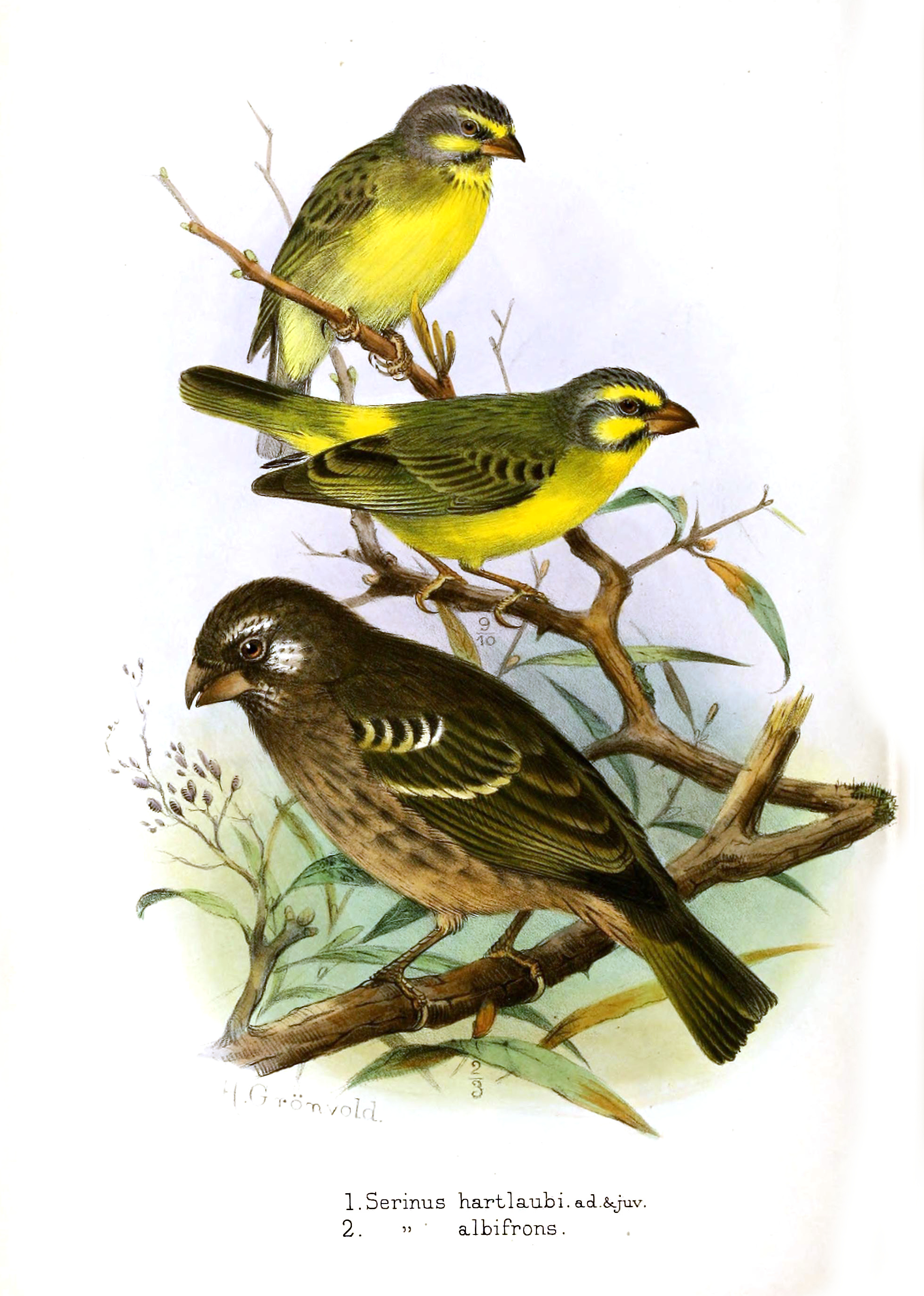
In alto C. mozambica In basso C. burtoni.
C. striolata.

Il frosone di Sao Tomé, tradizionalmente ascritto in un proprio genere monotipico, Neospiza, viene attualmente considerato come facente parte di Crithagra.